# Once Upon a Studio
Once Upon a Studio (zu Deutsch etwa Es war einmal im Studio) ist ein amerikanischer Kurzfilm der Walt Disney Company anlässlich ihres hundertjährigen Bestehens am 16. Oktober 2023. In dem Film versammeln sich Micky und Minnie Maus, Figuren aus allen bis dahin 62 „Meisterwerke“ genannten Animationskinofilmen des Studios (inklusive des zu dem Zeitpunkt noch nicht veröffentlichten Wish) sowie weiteren Kurzfilmen und Mischfilmen für ein Foto vor dem Roy E. Disney Animation Building. Er wurde Burny Mattinson gewidmet, der in dem Film auftritt und 2023 vor dessen Veröffentlichung verstorben war.

## Handlung

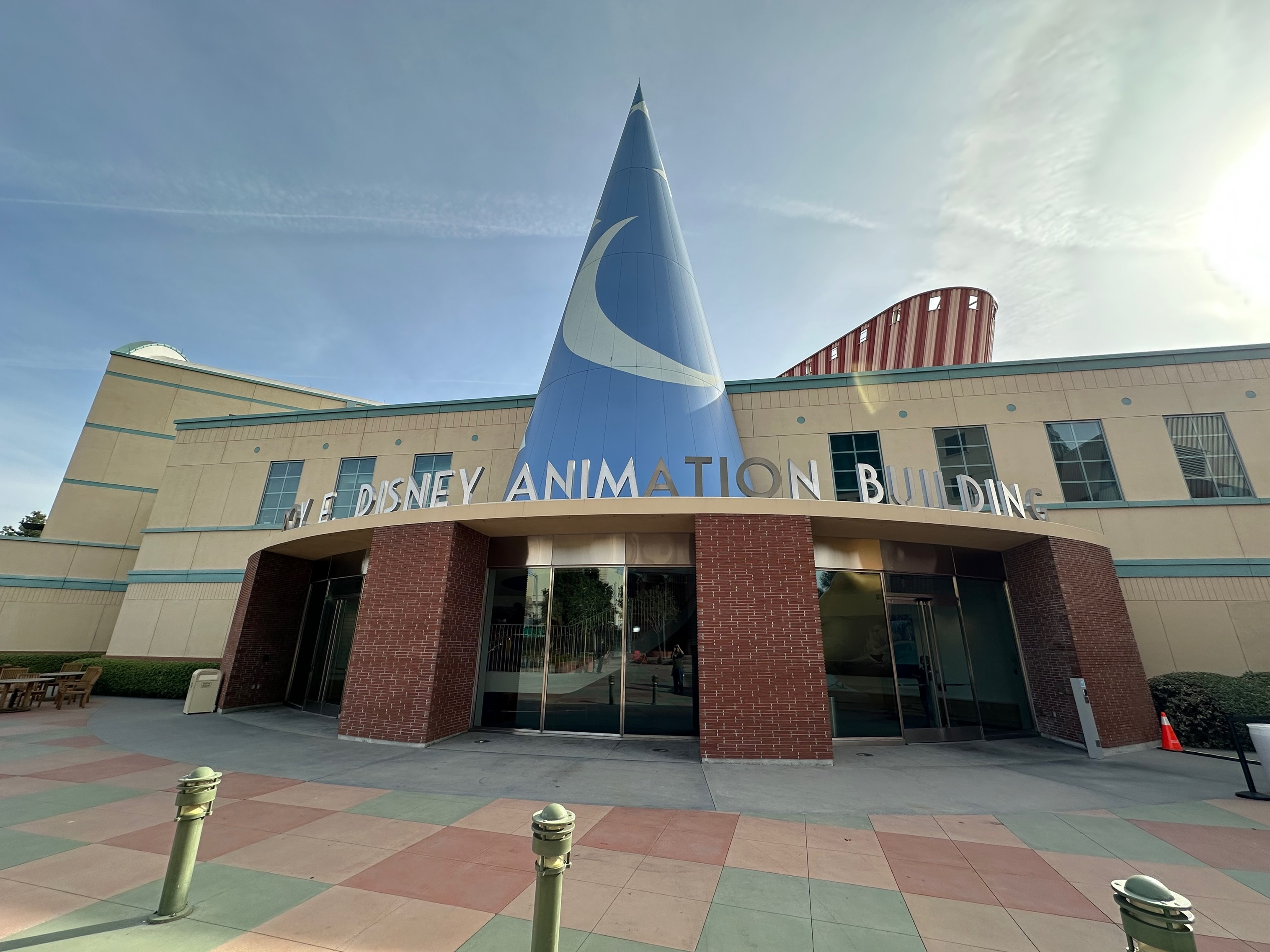
Das Gebäude im Film (hier 2023). Heute, wie im Film zu sehen, zieren es die Lettern seines Namens „Roy E. Disney Animation Building“.

Nach einem Arbeitstag verlassen die Angestellten das Roy E. Disney Animation Building. Während eine Praktikantin neben Burny Mattinson hinausgeht, bemerkt sie, dass die Walt Disney Company vor genau hundert Jahren gegründet wurde. An der Tür drehen sie sich noch einmal um und Mattison äußert: „Wenn diese Wände reden könnten …“ An einer Wand innen neben dem Eingang hängt, umrahmt von Mitarbeiterfotos, ein Cel von Micky und Minnie Maus. Als kein Mensch mehr im Gebäude ist, werden sie lebendig und Micky ruft Tinkerbell herbei, ob tatsächlich alle gegangen sind. Dann springen sie aus dem Bild und geben ein Signal, auf das aus anderen Bildern an den Wänden animierte Figuren herausspringen. Zuerst erscheinen Tiana und Louis, Pinocchio, Judy Hopps und Nick Wilde; Bambi, Klopfer und Blume rufen Orville, Bernard und Bianca; Minnie kommt mit Bolt, Mittens und Dino.
Weitere Stockwerke und Räume des Gebäudes wie die Cafeteria und ein Zeichenraum werden gezeigt. Dabei kreuzen Figuren verschiedener Filme einander oder interagieren miteinander auf ihrem Weg zu der Lobby. Beispielsweise fliegen Peter Pan und die Darling-Kinder in den nächsten Stock; Sisu, Jim Hawkins und Maui fliegen durch Gänge; Aladdin und Abu gleiten ein Treppengeländer herab; Vanellope nimmt Dodger in ihrem Auto mit; Elliot, das Schmunzelmonster trägt Cody. Vaiana hilft Fabius, während Herr von Unruh nach der Zeit mahnt, indem Merlin den Hut des verrückten Hutmachers mit Wasser füllt, der einen Witz an den Pinguinkellner macht. Stromboli schüttelt einen Snack-Automaten; Elsa friert Hans’ Bild ein; Faultier Flash und Baymax behindern Donald Ducks Aufzugfahrt; Olaf zeichnet Dschinni; neben anderen bewundert Gaston sich im Spiegel, wird aber von der Grinsekatze geärgert; Winnie Puuh steckt im Rahmen seines Bildes fest; Antonio Madrigal verhindert, dass Joanna Jaq und Karli isst; die Dalmatinerwelpen werden beim Fernsehen von Chernobog erschreckt; Robin Hood und Little John stehlen Geld, das Dagobert Duck verliert; Ursula wird von Splat verfolgt; Prinz Charming verliert seinen Schuh, den Hund Max nimmt; Kaa hypnotisiert Klarabella Kuh und wird von Rapunzel mit der Pfanne geschlagen.
Unterwegs bleibt Micky allein vor einem Porträt Walt Disneys stehen, nimmt seinen Hut ab und sagt: „Danke. Die Show geht weiter.“ Micky fliegt auf Dumbo und Raya öffnet ihm die Tür; Ralph prallt aber gegen die andere Glastür. Taddäus Kröte fliegt auf dem Teppich, während Ichabod Crane fast von einer Leiter getroffen wird. Flora und Sonnenschein zaubern das Hutornament, das das Gebäude ziert, rosa und blau. Aus der Lobby stellen die Figuren sich vor dem Gebäude auf. Micky lässt dabei seiner Vorläuferfigur Oswald, dem lustigen Hasen, den Vortritt. Währenddessen steigt Goofy eine Leiter zum Fotografieren herauf. Rafiki reicht ihm die Kamera, die Goofy auf der Leiter fallen lässt und dann am Boden zerbricht, wo Stitch ein Teil in den Mund nimmt.
Nach Kommentaren von Brummbär und I-Ah beginnen die ersten Figuren, zur Tür zu gehen. Da stimmen aber Alan Dale, Swingy, Mirabel Madrigal und Hati Jr. mit Instrumenten zuerst die Melodie von When You Wish upon a Star an und andere singen darauf Vers für Vers des Liedes: Belle und das Biest, Quasimodo, Pocahontas, Arielle und Scuttle, Balu und Mogli. Nun stimmen auch alle anderen in den Gesang ein. Derweil reparieren die Besen und Fix-It Felix die Kamera; Hercules stellt die Leiter auf und die Gute Fee lässt Goofy schweben. Schneewittchen nimmt beim Singen Mulan und Asha an die Hand. Die letzten Verse singen Winnie Puuh, Pinocchio, Micky und Minnie.
Nachdem sich die Figuren wieder aufgestellt haben, zoomt die Kamera heraus, bis alle zu sehen sind. Tinkerbell fliegt und verwandelt mit ihrem Zauberstab das Bild in das Foto, wie es eingerahmt an einer Wand hängt.

## Figuren und Besetzung

### Reale Personen
| Reale Person                          | Synchronsprecher |
| ------------------------------------- | ---------------- |
| Burny Mattinson                       | Freimut Götsch   |
| Renika Williams (Disney-Praktikantin) | Imaya Ugwonno    |

### Synchronisierte Animationsfiguren
Gelistet sind die originalen und deutschen Synchronstimmen gemäß der Credits im Abspann. In vielen Fällen handelt es sich um dieselben Synchronsprecher, gegebenenfalls um die Gesangsstimme, wie im originalen Film der entsprechenden Figur bzw. den aktuellen Sprecher der Figur bei späteren Auftritten, etwa in Fortsetzungen oder einem Live-Action-Remake. Die Anmerkungen geben an, ob in solchem Fall Archivmaterial von Aufnahmen des originalen Synchronsprechers verwendet worden ist (zumeist gewählt bei verstorbenen Sprechern), ob die Person für diesen Film Material neu eingesprochen hat oder ob ein neuer Sprecher genommen wurde. Bei manchen Figuren sind Archivmaterial und neuere Sprecher kombiniert. Hat der englische Sprecher tierische Geräusche oder Ähnliches geliefert, war keine Übersetzung und daher kein deutscher Sprecher notwendig.
Die deutschsprachige Synchronisation entstand durch die Interopa Film GmbH nach Dialogbüchern und der Dialogregie von Oliver Rohrbeck. Die musikalische Leitung hatte Andreas Hommelsheim inne. Als deutscher Liedtext für When You Wish upon a Star wurde die Übersetzung aus der ersten deutschen Synchronisation von Pinocchio durch Friedrich Luft verwendet.
| Figur            | aus dem Film                                | Englischer Sprecher    | Anmerkung          | Deutscher Sprecher    | Anmerkung                     |
| ---------------- | ------------------------------------------- | ---------------------- | ------------------ | --------------------- | ----------------------------- |
| Baymax           | Baymax                                      | Scott Adsit            | Sprecher aus Film  | Peter Lontzek         | Sprecher neu                  |
| Blume            | Bambi                                       | Stan Alexander         | Archivmaterial     |                       |                               |
| Melonenmann      | Triff die Robinsons                         | Stephen J. Anderson    | Archivmaterial     |                       |                               |
| Donald Duck      |                                             | Tony Anselmo           | Sprecher seit 1985 | Robyn Schmidder       | Sprecher seit 2021            |
| Donald Duck      |                                             | Clarence Nash          | Archivmaterial     |                       |                               |
| Sisu             | Raya und der letzte Drache                  | Awkwafina              | Archivmaterial     |                       |                               |
| Nick Wilde       | Zoomania                                    | Jason Bateman          | Sprecher aus Film  | Florian Halm          | Sprecher aus Film             |
| Pluto            | Susi und Strolch                            | Bill Baucom            | Archivmaterial     | Reiner Schöne         | Sprecher neu                  |
| Klopfer          | Bambi                                       | Peter Behn             | Archivmaterial     |                       |                               |
| Klopfer          | Bambi                                       | Ian R’Mante            | Sprecher neu       |                       |                               |
| Anna             | Die Eiskönigin                              | Kristen Bell           | Sprecher aus Film  | Yvonne Greitzke       | Sprecher aus Film             |
| Ariel            | Arielle, die Meerjungfrau                   | Jodi Benson            | Sprecher aus Film  | Katrin Taylor         | Sprecher neu                  |
| Biest            | Die Schöne und das Biest                    | Robby Benson           | Sprecher aus Film  | Sascha Rotermund      | Sprecher im Realfilm          |
| Taddäus Kröte    | Die Abenteuer von Ichabod und Taddäus Kröte | Eric Blore             | Archivmaterial     | Rainer Fritzsche      | Sprecher neu                  |
| Antonio Madrigal | Encanto                                     | Ravi Cabot-Conyers     | Sprecher aus Film  | Artur Lacdao          | Sprecher aus Film             |
| Pinocchio        | Pinocchio                                   | Griffen Campbell       | Sprecher neu       |                       |                               |
| Ursula           | Arielle, die Meerjungfrau                   | Pat Carroll            | Archivmaterial     | Katy Karrenbauer      | Sprecher neu                  |
| Vaiana           | Vaiana                                      | Auliʻi Cravalho        | Sprecher aus Film  | Marie Hinze           | Sprecher neu                  |
| Balu             | Das Dschungelbuch                           | Jim Cummings           | Sprecher neu       | Kevin Kraus           | Sprecher neu                  |
| Winnie Puuh      |                                             | Jim Cummings           | Sprecher seit 1988 | Toni Nirschl          | Sprecher in Christopher Robin |
| Winnie Puuh      | Die vielen Abenteuer von Winnie Puuh        | Sterling Holloway      | Archivmaterial     |                       |                               |
| Asha             | Wish                                        | Ariana DeBose          | Sprecher aus Film  | Zodwa Selele          | Sprecher neu                  |
| Micky Maus       |                                             | Chris Diamantopoulos   | Sprecher seit 2013 | Mario von Jascheroff  | Sprecher seit 1999            |
| Peter Pan        | Peter Pan                                   | Bobby Driscoll         | Archivmaterial     | Jaron Müller-Schuch   | Sprecher im Realfilm          |
| Peter Pan        | Peter Pan                                   | Lee Slobotkin          | Sprecher neu       |                       |                               |
| Jiminy Cricket   | Pinocchio                                   | Cliff Edwards          | Archivmaterial     | Holger Marks          | Sprecher neu                  |
| Little John      | Robin Hood                                  | Richard Epcar          | Sprecher neu       |                       |                               |
| Goofy            |                                             | Bill Farmer            | Sprecher seit 1987 | Fabian Oscar Wien     | Sprecher seit 2022            |
| Pluto            |                                             | Bill Farmer            | Sprecher seit 1990 |                       |                               |
| Flora            | Dornröschen                                 | Vera Felton            | Archivmaterial     | Marina Erdmann        | Sprecher neu                  |
| Prince Charming  | Cinderella                                  | Keith Ferguson         | Sprecher neu       | Manuel Straube        | Sprecher im Realfilm          |
| Hans             | Die Eiskönigin                              | Santino Fontana        | Archivmaterial     |                       |                               |
| Olaf             | Die Eiskönigin                              | Josh Gad               | Sprecher aus Film  | Manuel Straube        | Sprecher neu                  |
| Judy Hopps       | Zoomania                                    | Ginnifer Goodwin       | Sprecher aus Film  | Josephine Schmidt     | Sprecher neu                  |
| Jim Hawkins      | Der Schatzplanet                            | Joseph Gordon-Levitt   | Archivmaterial     |                       |                               |
| Kristoff         | Die Eiskönigin                              | Jonathan Groff         | Sprecher aus Film  | Leonhard Mahlich      | Sprecher aus Film             |
| Rafiki           | Der König der Löwen                         | Robert Guillaume       | Archivmaterial     | Friedhelm Ptok        | Sprecher im Realfilm          |
| Cinderella       | Cinderella                                  | Jennifer Hale          | Sprecher seit 1999 | Marie Bierstedt       | Sprecher seit Sequel          |
| Scuttle          | Arielle, die Meerjungfrau                   | Jess Harnell           | Sprecher neu       |                       |                               |
| Grinsekatze      | Alice im Wunderland                         | Sterling Holloway      | Archivmaterial     |                       |                               |
| Kaa              | Das Dschungelbuch                           | Sterling Holloway      | Archivmaterial     | Sebastian Zierof      | Sprecher neu                  |
| Quasimodo        | Der Glöckner von Notre Dame                 | Tom Hulce              | Sprecher aus Film  | Martin Markert        | Sprecher neu                  |
| Scar             | Der König der Löwen                         | Jeremy Irons           | Sprecher aus Film  | Torsten Michaelis     | Sprecher im Realfilm          |
| Dodger           | Oliver & Co.                                | Billy Joel             | Archivmaterial     |                       |                               |
| Maui             | Vaiana                                      | Dwayne Johnson         | Sprecher aus Film  | Kevin Kraus           | Sprecher neu                  |
| Von Unruh        | Die Schöne und das Biest                    | Bob Joles              | Sprecher neu       | Michael Tietz         | Sprecher neu                  |
| Stromboli        | Pinocchio                                   | Charles Judels         | Archivmaterial     |                       |                               |
| Pocahontas       | Pocahontas                                  | Judy Kuhn              | Sprecher aus Film  | Alexandra Wilcke      | Sprecher aus Film             |
| Timon            | Der König der Löwen                         | Nathan Lane            | Sprecher aus Film  | Marius Clarén         | Sprecher im Realfilm          |
| Fabius           | Arielle, die Meerjungfrau                   | Luke Lowe              | Sprecher neu       | Joshua Nath           | Sprecher im Realfilm          |
| Sonnenschein     | Dornröschen                                 | Barbara Luddy          | Archivmaterial     | Susanne Szell         | Sprecher neu                  |
| Jaq und Karli    | Cinderella                                  | James MacDonald        | Archivmaterial     |                       |                               |
| Elsa             | Die Eiskönigin                              | Idina Menzel           | Sprecher aus Film  | Dina Kürten           | Sprecher aus Film             |
| I-Aah            | Winnie-Puuh-Franchise                       | Jim Meskimen           | Sprecher neu       | Tilo Schmitz          | Sprecher seit 2000            |
| Merlin           | Die Hexe und der Zauberer                   | Jim Meskimen           | Sprecher neu       | Alexander Hauff       | Sprecher neu                  |
| Jago             | Aladdin                                     | Piotr Michael          | Sprecher neu       | Michael Pan           | Sprecher seit Sequel          |
| Rapunzel         | Rapunzel                                    | Mandy Moore            | Sprecher aus Film  | Lina Rabea Mohr       | Sprecher seit Serie           |
| Bernard          | Bernard und Bianca                          | Bob Newhart            | Archivmaterial     |                       |                               |
| Belle            | Die Schöne und das Biest                    | Paige O’Hara           | Sprecher aus Film  | Stefanie Derner       | Sprecher neu                  |
| Flash            | Zoomania                                    | Raymond S. Persi       | Sprecher aus Film  | Stefan Kaminski       | Sprecher seit Serie           |
| Randale-Ralph    | Ralph reichts                               | John C. Reilly         | Sprecher aus Film  | Pierre Peters-Arnolds | Sprecher im Sequel            |
| Mogli            | Das Dschungelbuch                           | Phoenix Reisser        | Sprecher neu       | Toni Wegewitz         | Sprecher neu                  |
| Minnie Maus      |                                             | Kaitlyn Robrock        | Sprecher seit 2019 | Diana Borgwardt       | Sprecher seit 1999            |
| Tiana            | Küss den Frosch                             | Anika Noni Rose        | Sprecher aus Film  | Olivia Büschken       | Sprecher in Chaos im Netz     |
| Mulan            | Mulan                                       | Lea Salonga            | Sprecher aus Film  | Anne-Catrin Wahls     |                               |
| Stitch           | Lilo & Stitch                               | Chris Sanders          | Sprecher aus Film  |                       |                               |
| Vanellope        | Ralph reichts                               | Sarah Silverman        | Sprecher aus Film  |                       |                               |
| Kuzco            | Ein Königreich für ein Lama                 | David Spade            | Archivmaterial     |                       |                               |
| Schneewittchen   | Schneewittchen und die sieben Zwerge        | Natalie Babbitt Taylor | Sprecher neu       |                       |                               |
| Brummbär         | Schneewittchen und die sieben Zwerge        | Josh Robert Thompson   | Sprecher neu       |                       |                               |
| Raya             | Raya und der letzte Drache                  | Kelly Marie Tran       | Sprecher aus Film  | Christina Ann Zalamea |                               |
| Hutmacher        | Alice im Wunderland                         | Alan Tudyk             | Sprecher neu       | Hubert Burczek        | Sprecher neu                  |
| Dino             | Bolt                                        | Mark Walton            | Archivmaterial     | Tim Sander            | Sprecher neu                  |
| Aladdin          | Aladdin                                     | Scott Weinger          | Sprecher aus Film  | Arne Stephan          | Sprecher aus Realfilm         |
| Abu              | Aladdin                                     | Frank Welker           | Sprecher aus Film  |                       |                               |
| Joanna           | Bernard und Bianca im Känguruland           | Frank Welker           | Sprecher aus Film  |                       |                               |
| Gaston           | Die Schöne und das Biest                    | Richard White          | Sprecher aus Film  | Jaron Löwenberg       | Sprecher in Realfilm          |
| Carl             | Triff die Robinsons                         | Harland Williams       | Sprecher aus Film  | Oliver Rohrbeck       | Sprecher neu                  |
| Dschinni         | Aladdin                                     | Robin Williams         | Archivmaterial     | Vlad Chiriac          | Sprecher neu                  |
| Robin Hood       | Robin Hood                                  | Daniel Wolfe           | Sprecher neu       |                       |                               |
| Hades            | Hercules                                    | James Woods            | Sprecher aus Film  | Axel Malzacher        | Sprecher neu                  |
| Louis            | Küss den Frosch                             | Michael-Leon Wooley    | Archivmaterial     |                       |                               |
| Dagobert Duck    | Mickys Weihnachtserzählung                  | Alan Young             | Archivmaterial     |                       |                               |

Für Micky und Minnie Maus, sowie zur Einheitlichkeit auch für Donald Duck und Goofy, wurde das Aussehen aus dem Kurzfilm Mickey’s Birthday Party (1942) ausgewählt.

### Weitere Figuren
Ohne Sprecherpart ist dennoch ein Großteil zusätzlicher Figuren beim Weg durch das Gebäude, beim Aufstellen oder auf dem endgültigen Foto zu sehen, und weitere während des Abspanns bei den Rahmen, die die Filmcredits auflisten.
Neben weiteren Figuren aus in der Synchronisation genannten Filmen finden sich zusätzlich noch Figuren aus den Meisterwerken Fantasia, Dumbo, Drei Caballeros im Sambafieber, Make Mine Music, Fröhlich, Frei, Spaß dabei, Musik, Tanz und Rhythmus, 101 Dalmatiner, Aristocats, Cap und Capper, Taran und der Zauberkessel, Basil, der große Mäusedetektiv, Tarzan, Fantasia 2000, Dinosaurier, Atlantis – Das Geheimnis der verlorenen Stadt, Bärenbrüder, Die Kühe sind los, Himmel und Huhn, Chaos im Netz, Die Eiskönigin II und Strange World; animierte Figuren aus den Mischfilmen Der Drache wider Willen, Mary Poppins, Die tollkühne Hexe in ihrem fliegenden Bett, Elliot, das Schmunzelmonster; Figuren aus den Kurzfilmen Mein großer Freund Ben, Der Esel von Bethlehem, John Henry, Elfen helfen – Bahn frei für Santa Claus, The Ballad of Nessie, Im Flug erobert, Liebe geht durch den Magen, Herz oder Kopf und Noch einmal wir; sowie weitere Figuren Entenhausens aus klassischen Micky-Maus-Kurzfilmen und Figuren aus einigen Silly Symphonies.
Insgesamt enthält der Film 543 Figuren aus über 85 Filmen, die alle auf dem Foto in der finalen Einstellung zu sehen sind.

## Produktion

### Entwicklung
Once Upon a Studio stammt von Dan Abraham und Trent Correy, die zuvor den 2020 erschienenen Eiskönigin-Kurzfilm Es war einmal ein Schneemann inszeniert hatten. Abraham arbeitete für den Film Wish an der Entwicklung der Figur Stern, aber empfand, dass dieser Langfilm mehr die Zukunft des Studios als die vergangenen 100 Jahre feierte. Er und Correy verbrachten 2021 etwa acht Monate während der COVID-19-Pandemie an der Entwicklung eines Films zum hundertjährigen Jubiläum des Animationsstudios für einen Pitch an Jennifer Lee, kreativer Leiterin des Studios. Correy hatte zunächst die Idee, Fahrgeschäfte des Disneylands zum Leben zu erwecken; von Abraham kam, dies ins Studio zu verlagern. Von Anfang an wollten sie jeden Film von Schneewittchen bis zum zu dem Zeitpunkt noch kommenden Wish repräsentieren. Sie arbeiteten alleine an den ersten Zeichnungen, die sie sich gegenseitig über Zoom zeigten, ohne dass jemand anderes von dem Projekt wusste. Schließlich präsentierten sie Lee das Konzept in einer Videokonferenz, die von der Idee zu Tränen gerührt wurde.

### Animation

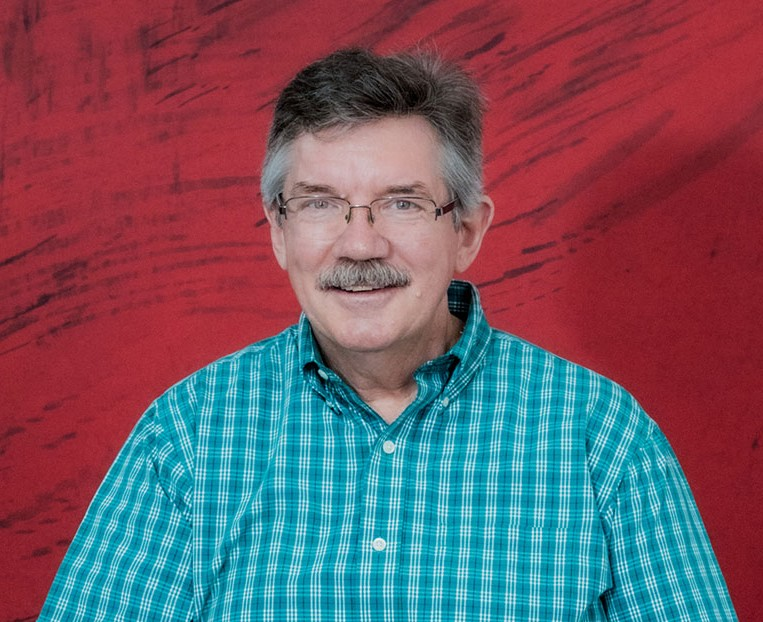
Der Animator Mark Henn

Alle Animationen der Figuren wurden für diesen Film neu erstellt, statt aus dem Material der originalen Auftritte übernommen, aber weiterhin im originalen Stil gehalten, also entsprechend handgezeichnet oder CGI-animiert. Die Computeranimation wurde geleitet von Andrew Feliciano, der für Disney seit Baymax animiert und in Raya und der letzte Drache in leitender Position. Etwa 80 % der Animationen des Kurzfilms sind handgezeichnet. Das Team hierfür wurde geleitet von Eric Goldberg, Disney-Animator seit Aladdin und Regisseur von Pocahontas, und enthielt Animatoren wie Mark Henn, Randy Haycock, Alex Kuperschmidt und Bert Klein. Zusätzlich kehrten fünf ehemalige Disney-Animatoren als Gäste zurück, um ihre früheren beliebtesten Figuren zu animieren: James Baxter (Belle, Rafiki, Quasimodo), Ruben Aquino (Ursula), Tony Bancroft (Timon und Pumbaa), Nik Ranieri (Meeko, Hades, Kuzco) und Will Finn (Herr von Unruh, Jago). Goldberg selbst, dessen erster Job bei Disney war, in Aladdin den Dschinni zu zeichnen, übernahm diese Figur wieder.

### Synchronisation
In jedem Fall, in dem es möglich war, kehrte der originale Synchronsprecher einer Figur zurück, um Dialog für den Kurzfilm aufzunehmen. Dafür konnten die Sprecher vor der Aufnahme eine Storyboard-Version des Films ansehen. Abraham und Correy passten den Text für den Film an entsprechend der zur Verfügung stehenden Synchronsprecher an. So gaben sie entgegen ihrer ersten Fassung Jodi Benson eine Gesangszeile für Arielle. Auch Paige O’Hara singt wieder als Belle und aus Die Eiskönigin kehrten Kristen Bell und Idina Menzel, Josh Gad und Jonathan Groff zurück, während Ariana DeBose hier das erste Mal noch vor Veröffentlichung des eigentlichen Langfilms als Asha auftrat. Einige Sprecher, darunter beispielsweise Jeremy Irons als Scar, nahmen ihre Parts bei sich zuhause auf und kommunizierten mit Abraham und Correy über Zoom. Insgesamt brachte der Film über 40 originale Sprecher zurück.
Bei verstorbenen Sprechern wurden entweder Tonaufnahmen von ihnen aus dem originalen Film der Figur, beispielsweise für Cliff Edwards als Jiminy Cricket, oder neue möglichst ähnlich klingende Sprecher verwendet. Für den vom 2014 verstorbenen Robin Williams gesprochenen Dschinni ging Abraham 16 Stunden an archivierten Aufnahmen durch, um letztlich eine einzelne bislang unbenutzte Zeile des Sprechers auszuwählen.

### Musik
Für den Film wurde Walt Disneys Lieblingslied Feed the Birds am Klavier in Walt Disneys Büro neu von Richard M. Sherman aufgenommen, der dafür 2022 im Alter von 94 Jahren ins Disney-Studio zurückkehrte. Das Stück wird gespielt, während Micky das Porträt Disneys betrachtet. When You Wish upon a Star wird im Finale von einem Chor aus 54 Personen vorgetragen. Der Score für den Film wurde komponiert von Dave Metzger, der zeitgleich mit Wish seinen ersten Animationskinofilm komponierte. Inmitten der Zeit, in der er die Lieder für Wish schrieb, arbeitete er einen Monat nur an dem Kurzfilm. Er enthält sowohl originale neue Musik als auch Samples an Musik aus klassischen Disney-Filmen.

### Mattinson-Widmung und Auftritt
Der Film ist Burny Mattinson gewidmet, der mit 70 Jahren bei Disney von 1953 bis zu seinem Tod 2023 der am längsten beschäftigte Mitarbeiter des Studios war. Er erscheint zu Beginn des Kurzfilms, bevor eine animierte Figur zu sehen ist. Dies stellt seinen ersten und einzigen Filmauftritt dar. Er filmte diese Eröffnungssequenz im August 2022, sechs Monate bevor er verstarb, und konnte vor seinem Tod noch eine Vorführung des Films sehen. Der Film endet nach den Credits mit einer Widmung: „For our Pal Burny and his 70 years of legendary storytelling at Disney Animation“.

## Veröffentlichung
Once Upon a Studio feierte seine Premierenvorführung bei dem Festival d’Animation Annecy am 11. Juni 2023. Am 10. September wurde der Film bei Destination D23, einem Event des offiziellen Disney-Fanclubs, zusammen mit den ersten Minuten von Wish präsentiert. Vom 24. bis zum 30. September zeigte das El Capitan Theatre in Los Angeles, eines von Disneys Haupt-Kinos, in einem Event täglich jeweils einen Disney-Film aus einer anderen Dekade von den 1940ern bis zu den 2000ern und zu jeder Vorführung Once Upon a Studio als Vorfilm. Auch lief der Film beim London Film Festival Anfang Oktober.
Sein Fernsehdebüt hatte der Kurzfilm am 15. Oktober 2023 bei dem Fernsehevent The Wonderful World of Disney: Disney’s 100th Anniversary Celebration des Senders ABC. Am 16. Oktober wurde er bei Disney+ und Hulu veröffentlicht. Es soll Gespräche gegeben haben, ihn als Vorfilm zusammen mit Wish im Kino zu zeigen, aber dem Studio war es wichtig, dass der Film tatsächlich am Geburtstag des Studios erschien und dass Zuschauer für den Film nicht zusätzlich fürs Kino bezahlen müssten. An Weihnachten wurde er auf YouTube veröffentlicht. Am gleichen Tag wurde er im Disney Channel und den ebenfalls zu Disney gehörigen Sendern Freeform und FX ausgestrahlt. Im Kino wurde er als Vorfilm bei einer Wiederveröffentlichung von Vaiana bis zum 26. Oktober gezeigt.

## Rezeption
Rafael Motamayor von SlashFilm beschreibt den Film als genau die Art eines nostalgischen, visuell beeindruckenden und gefühlsgeladenen Kurzfilms, die man hoffen würde, von so einem geschichtsträchtigen Animationsstudio zu sehen, und urteilt, er sei etwas melodramatisch und übermäßig selbstbeweihräuchernd, besonders wenn es um Walt Disney gehe, aber er funktioniere als Feier der Animationsfiguren und der Künstler, die sie zum Leben erweckt haben, sodass es schwer sei, nicht von Gefühlen überwältigt zu werden. Nach John Serba von Decider erinnere der Film daran, wie großartig die Disney Animation Studios seien, aber da dies von Disney selbst kommt, sei er bloß Selbstvermarktung, eingetaucht in dicken Sirup Nostalgie.

### Nominierungen
Für die Oscar-Verleihung 2024 gelangte der Film auf die Shortlist der Kategorie „Bester animierter Kurzfilm“, aber nicht unter die finalen fünf Nominierten. Bei den Astra Film and Creative Awards der Hollywood Creative Alliance war er als Bester Kurzfilm nominiert.